# Бурблис, Михаил Иванович
Михаил Иванович Бурблис (7 июня 1914, Енакиево — 2001, Донецк) — ветеран Великой Отечественной войны, полковник в отставке. Имеет 25 правительственных наград. Первым орденом «Красная Звезда» был награждён под Сталинградом.

## Образование и начало профессиональной деятельности
В 15 лет он уже был инструктором стрелкового спорта Осоавиахима. В 1932 году Михаил Иванович был направлен в центральную школу по подготовке снайперов в Харьков.
В июне 1940 г. Михаил Иванович окончил Стрелковый курс Центральной школы командно-политического состава Осавиохима СССР с правом подготовки стрелков и снайперов. Тогда же ему было присвоено воинское звание Младший лейтенант. Во время работы в Осавиохиме Михаил Иванович подготовил большое количество пулемётчиков, снайперов и стрелков всех категорий.

## Участие в ВОВ
С началом войны М. И. Бурблис был призван в Красную армию и назначен начальником полковой снайперской команды 49-го стрелкового полка. Команда занималась подготовкой кадров для фронта. В сентябре 1941 г. Михаила Ивановича направляют на ускоренные курсы Военной академии имени М. В. Фрунзе.
По окончании учёбы, в июне 1942 г., М. И. Бурблис был назначен начальником разведки 299-й стрелковой дивизии 66-й армии генерала Жадова. Сформированная под начальством в городе Коврове (под Москвой), дивизия в августе вступила в Сталинградскую битву (66-я армия граничила с 62-й армией генерала В. И. Чуйкова). В конце ноября 1942 г. под Сталинградом, когда стабилизировалась оборона, немцы выдвинули много снайперов, тогда командованием дивизии было принято решение прямо на переднем крае готовить своих снайперов, эта ответственная работа была поручена М. И. Бурблису и уже через пару недель подготовленные Михаилом Ивановичем воины-снайперы 299-й дивизии успешно сражались с врагом. 
В августовских боях 1943 года за г. Харьков майор М. И. Бурблис был тяжело ранен и направлен в госпиталь, после выздоровления Михаил Иванович вернулся в свою дивизию начальником разведки. 
Войну М. И. Бурблис закончил в 1945 г. в Австрии.

## Служба
1945—1952 гг. — М. И. Бурблис служил в Румынии — военным комендантом г. Бухарест.
1955—1956 гг. — после окончания военной Академии имени Фрунзе — служил зам. командира 45-й мотострелковой дивизии в г. Выборг.
1956—1957 гг. — учёба на Высших Академических курсах военной Академии им. К. Е. Ворошилова в г. Москва.
1957 г. — принимает командование 25-й Гвардейской мотострелковой дивизией Закавказского военного округа.
1961—1963 гг. — заместитель командующего Закавказским военным округом.
1963 г. — уволился в запас по состоянию здоровья. Имеет 25 различных правительственных наград.
После увольнения в запас полковник М. И. Бурблис в течение 12 лет преподавал на военной кафедре Донецкого Политехнического института.
Скончался в 2001 году в городе Донецк, похоронен в городе Енакиево.

## Награды
- Орден Отечественной войны 1-й степени;
- Орден Красной Звезды;
- Медаль «За взятие Вены»;
- Медаль «За освобождение Белграда»;
- Медаль «За взятие Будапешта»;
- Медаль «За победу над Германией в Великой Отечественной войне 1941—1945 гг.»;
- Памятный знак «50 лет освобождения Украины».